# Leptosiaphos ianthinoxantha
Leptosiaphos ianthinoxantha — вид сцинкоподібних ящірок родини сцинкових (Scincidae). Ендемік Камеруну.

## Поширення і екологія
Leptosiaphos ianthinoxantha мешкають у високогір'ях на північному заході Камеруну, на висоті від 1800 до 2700 м над рівнем моря. Вони живуть в екотонах між вологими гірськими тропічними лісами і гірськими луками. Самиці відкладають яйця.

## Збереження
МСОП класифікує цей вид як вразливий. Leptosiaphos ianthinoxantha загрожує знищення природного середовища.